# Зайдль, Себастьян
Себастьян Зайдль (нем. Sebastian Seidl; род. 12 июля 1990, Нюртинген) — немецкий дзюдоист, выступающий в весовой категории до 66 килограммов. Бронзовый призёр Олимпийских игр и бронзовый призёр Европейских игр.

## Биография
Себастьян Зайдль родился 12 июля 1990 года в Нюртингене. Начал заниматься дзюдо в возрасте шести лет. Также играл в футбол, теннис и занимался гимнастикой. В единоборства перешёл из-за влияния отца.

## Карьера
На Кубке мира в Ливерпуле в 2011 году достиг стадии четвертьфинала, но уступил и затем проиграл в утешительной схватке. Такого же результата достиг на Кубке мира в Оберварте в 2012 году. Первую медаль международного турнира Зайдль завоевал в сентябре в Риме.
На турнире European Open в Минске в 2013 году завоевал бронзовую медаль.
В 2014 году принял участие на турнире серии Гран-при в Улан-Баторе, где проиграл в четвертьфинале и занял итоговое седьмое место. В том же году в Астане в октябре стал бронзовым призёром. В конце месяца Зайдль принял участие на турнире Большого шлема в Абу-Даби и также стал третьим. В ноябре завоевал серебро на Гран-при в Циндао.
В мае 2015 года стал серебряным призёром Гран-при в Загребе, а в следующем месяце показал такой же результат в Будапеште. На Первых Европейских играх в Баку завоевал бронзовую медаль, этот турнир также является чемпионатом Европы. На взрослом чемпионате мира дошёл до четвертьфинала и занял седьмое место. В октябре в Абу-Даби на турнире Большого шлема проиграл в схватке за бронзовую медаль и стал пятым.
В начале 2016 года принял участие в Гран-при в Гаване и стал пятым. Такой же результат Зайдль показал на турнире в Дюссельдорфе в феврале. В июле на Кубке Европы в Саарбрюкене выиграл золотую медаль. Принял участие на Олимпийских играх в Рио-де-Жанейро, но проиграл будущему чемпиону Фабио Базиле во втором раунде.
В начале 2018 года стал третьим на турнире Большого шлема в Париже, а в мае проиграл в поединке за бронзу на Гран-при в Хух-Хото и стал пятым. В ноябре стал бронзовым призёром турнире в Гааге.
В начале 2019 году стал седьмым на «Большом шлеме» в Париже, а в марте завоевал бронзу на Гран-при в Марракеше. На турнире Большого шлема в Бразилиа стал пятым, а в ноябре завоевал бронзу на Oceania Open в Перте.
В конце 2020 года добрался до стадии четвертьфинала на взрослом чемпионате Европы и занял итоговое седьмое место. На Олимпийских играх в личном турнире уступил Якубу Шамилову в первом поединке, но командном турнире завоевал бронзу.